# War of the Gargantuas
War of the Gargantuas è uno split EP dei gruppi musicali statunitensi Philip H. Anselmo & The Illegals e Warbeast, pubblicato l'8 gennaio 2013 dalla Housecore Records.
Il titolo deriva dall'omonimo film horror giapponese del 1966.

## Tracce
1. Phil H. Anselmo & The Illegals – Conflict (Nerve Meets Bone) – 4:18
2. Warbeast – Birth of a Psycho – 5:42
3. Phil H. Anselmo & The Illegals – Family, "Friends", and Associates – 3:32
4. Warbeast – It – 4:29

## Formazione
Phil H. Anselmo & The Illegals
- Philip H. Anselmo – voce
- Marzi Montazeri – chitarra
- Bennett Bartley – basso
- Jose Manuel Gonzales – batteria

Warbeast
- Bruce Corbitt – voce
- Scott Shelby – chitarra
- Bobby Tillotson – chitarra
- Alan Bovee – basso
- Joey Gonzalez – batteria